# Are you Alice?
『Are you Alice?』（アー・ユー・アリス）は、CDレーベルIMから発売されたドラマCD。脚本は、二宮愛。イラストは、田倉トヲル。また、2009年7月号から一迅社『月刊ZERO-SUM』で片桐いくみ作画の漫画版が連載されている。2011年4月7日にPlayStation Portable用アドベンチャーゲームは、アイディアファクトリー（オトメイト）から発売されている。

## あらすじ
不思議の国に迷い込んだ少年は、自分の名前も過去も知らなかったが、チェシャ猫に「アリス」と呼ばれ、それに反応してしまったために「白ウサギを殺すためのゲーム」に参加する破目になってしまう。常識が一切通じない世界で、アリスはゲームに巻き込まれていく。

## 登場人物
アリス (Alice?)
声：櫻井孝宏
本作の主人公。年齢0歳（外見年齢19歳）。身長172センチメートル。自称：アリス界一の男前（モテ男）
名前、過去、目的、全てを喪って不思議の国にやってきた迷子の男。
自分の名前を「アリス」を名乗ったことで「白ウサギを殺すためのゲーム」に巻き込まれてしまった89人目の偽者アリス。
何に対してもやる気がないが、基本的に話に流されやすい。密かに銃の練習をしているが、成果は無い模様。
イカレ帽子屋 (Mad Hatter)
声：平田広明
ハートの女王に時間を奪われた男。29歳。身長178センチメートル。
時計の針は常に6時のお茶の時間を指しており、閉店時間のため、帽子も一切売る気がない。主食は紅茶。極度の甘党であり、軽度の味覚障害がある。敵からアリスを守るべく彼と行動を共にすることになるが、相性は最悪。
猫は全員身悶えするほど愛しているがチェシャ猫だけは大嫌いで、自ら「チェシャ猫は帽子屋には見えない」というルールを課している。実はハートの女王の殺し屋だが、本人は必ず「帽子屋だ」と否定する。
チェシャ猫 (Cheshire Cat)
声：井上和彦
首輪を付けない公爵夫人の飼い猫。年齢不詳。身長180センチメートル。
不思議の国で唯一ゲームの能力を授からなかった嫌われ者。特に帽子屋には存在を否定される程嫌われている。
アリスに概ね役に立たない助言をすることが趣味らしい。物腰が柔らかい口調で話す。
白ウサギ (White Rabbit)
声：森久保祥太郎
不思議の国を創り続ける狂った男。年齢不詳。身長167センチメートル。
「白ウサギを殺すゲーム」を作った張本人。未練を無くした人間を不思議の国に連れて来ては、新しい名前を付け、ゲームのルールで縛り付けてしまう。メアリアンと共に行動している。
メアリアン (Marianne)
声：中原麻衣
暗い白ウサギの穴に暮らす謎の少女。心を持たず、時折よく分からないことを呟くが、その言葉が誰かに届くことはない。
既に枯れてしまった赤い花を大切に育てている。
ハートの女王 (The Queen of Hearts)
声：大川透
ゲームのルールに従わない住人の首を狩るために存在する、不思議の国を統べる女王様。
赤い色を嫌い、ハートも全て別の色に塗り替えさせている。51人の女中（トランプ兵）を侍らす極度の女好き。
ジャック (The Knave of Hearts)
声：杉田智和
ハートの女王に仕える男。右目に眼帯を付けている。トランプの1枚目として不思議の国に連れて来られたが実は白ウサギの手違いだったり、男嫌いの女王に「10年間10字以上の言葉を発するな」と命令されたりと、散々な目に遭っている。
眠りネズミ (Dormouse)
声：藤原啓治
白ウサギの居場所を知る情報屋。ゲームに巻き込まれないよう国中を逃げ回っている自称「慎重派」。
設定上は帽子屋の仲間らしい。
公爵夫人 (The Dacchess)
声：川田妙子
チェシャ猫の飼い主。アリスの身代わりとして、不思議の国のアリスがいない間の国を守るため、公爵に飼われている女の子。
「言い方に問題があるなら直すけど」が口癖だが、基本的に言い直さない。
三月ウサギ (March Hare)
声：福山潤
白ウサギの友達。「白ウサギを殺すためのゲーム」に使われることのないルールを授けられ、役立たずな自分に劣等感を持っている。
「ミツキ」と名乗り、帽子屋の客として存在している。
トゥイードル・ディー (Tweedledee)
声：石田彰
鏡の国に住む未練再発行人で、トゥイードル・ダムの双子の兄。未練を返す力を持つ。
トゥイードル・ダム (Tweedledum)
声：保志総一朗
鏡の国に住む新規名前発行人で、トゥイードル・ディーの双子の弟。名前を発行する力を持つ。
白の騎士 (White Knight)
声：森川智之
鏡の国の騎士。
未練 (Regret)
声：田村ゆかり
チェシャ猫に近付く少女。口癖は、「私、アリス嫌い」。正体は、88人目のアリスであり、アリスの中で最も優秀だったらしい。
ロゼ (Rose)
声：立花慎之介
PSP版ゲームに登場。『不思議の国のアリス』を読むうちに、不思議の国に惹かれていく少年。

## 関連商品

### CD
本編ドラマCD
- Are you Alice? - Drink me.（2005年8月13日発売/新装版 2007年1月31日発売）
- Are you Alice? - Check mate.（2006年8月31日発売）
- Are you Alice? - Call me.（2006年12月31日発売）
- Are you Alice? classical edition complete box（2009年3月6日発売）

本編サイドストーリー（外伝）
- アリスのティーパーティー phase.1 March Hare（2006年6月15日発売/新装版 2008年3月7日）
- アリスのティーパーティー phase.2 The Knave of Hearts（2007年8月17日発売）
- アリスのティーパーティー phase.3 Humpty Dumpty（2007年11月16日発売）
- Are you Alice? 書籍狂（2007年12月31日発売） - A5サイズデジブック仕様
- Are you Alice? -lost end.（2008年3月14日発売）

キャラクターCD
- Are you Alice? unbirthday scrap #001 : Dyna → Cheshire Cat（2008年2月29日発売）
- Are you Alice? unbirthday scrap #002 : ××× ⇔ Alice?（2008年3月28日発売）
- Are you Alice? unbirthday scrap #003 : Tweedle Dee ∽ Tweedle Dum（2008年4月25日発売）
- Are you Alice? unbirthday scrap #004 : White Knight ∈ Regret（2008年8月29日発売）
- Are you Alice? unbirthday scrap #005 : White Rabbit ← Bloodflower（2008年10月31日発売）
- Are you Alice? unbirthday scrap #006 ： Lewis Carroll ≠ Mad Hatter（2008年12月26日発売）

キャラクターソング
- THE END.（ドラマ入り）（2009年3月24日発売）
- smile a sweet smile（ドラマ入り）（2009年3月24日発売）
- LIDDELL.（2006年6月15日発売 /2008年11月28日発売）
- blooms again.（2008年11月28日発売）

サウンドトラック
- Are you Alice? O.S.T - Rock a bye.（2008年1月25日発売）
- Are you Alice? O.S.T. - GOOD LUCK, BYEBYE!!（2011年10月14日発売）

PSPソフト主題歌
- Alice? / Maris Stella （2011年4月15日発売）

ラジオCD
- 藤原・平田のSweet Tea Party 1st invitation.（2008年8月29日発売）
- 藤原・平田のSweet Tea Party 2nd invitation.（2009年3月24日発売）

CM集
- Alice the gibberish! （2008年5月30日発売）
- Alice the gibberish! 2 （2009年6月17日発売）

特典CD
- Are you Alice? - Good bye. （本編ドラマCD全3巻購入特典 アニメイト）
- Are you Alice? - Alice kHz. （外伝2･3巻購入特典 アニメイト）
- Are you Alice? - Invisible Circus. （外伝2巻購入特典 中央書店コミコミスタジオ）
- Are you Alice? - Sweet November. （外伝3巻購入特典 中央書店コミコミスタジオ）
- Are you Alice? - Bristle grass. （外伝2･3巻購入特典 メッセサンオー）
- Are you Alice? - Alice kHz.2 （キャラクターCD全6巻購入特典 アニメイト）
- Are you Alice? - Bunk it. （キャラクターCD全6巻購入特典 メッセサンオー）
- Are you Alice? - Disappearance curve. （キャラクターCD全6巻購入特典 中央書店）
- Are you Alice? - Graffiti covered. （キャラクターCD全6巻購入特典 オフィシャル）

### DVD
- EVENT DVD Are you Alice? Sweet Tea Party 公開録音＆ライブ−Honeyed invitation（2009年7月24日発売）

### 書籍

#### コミック
- 漫画:片桐いくみ 原作:二宮愛 『Are you Alice?』 一迅社〈ZERO-SUMコミックス〉、既刊12巻（2015年7月25日現在）
  1. 2009年12月25日発売 ISBN 978-4-7580-5470-6
  2. 2010年7月24日発売 ISBN 978-4-7580-5523-9
    - 2巻限定版 ISBN 978-4-7580-5524-6

  3. 2011年1月25日発売 ISBN 978-4-7580-5563-5
    - 3巻限定版 ISBN 978-4-7580-5564-2

  4. 2011年7月25日発売 ISBN 978-4-7580-5610-6
    - 4巻限定版 ISBN 978-4-7580-5611-3

  5. 2012年1月25日発売 ISBN 978-4-7580-5677-9
    - 5巻限定版 ISBN 978-4-7580-5678-6

  6. 2012年7月25日発売 ISBN 978-4-7580-5724-0
    - 6巻限定版 ISBN 978-4-7580-5725-7

  7. 2013年1月25日発売 ISBN 978-4-7580-5780-6
    - 7巻限定版 ISBN 978-4-7580-5781-3

  8. 2013年7月25日発売 ISBN 978-4-7580-5830-8
    - 8巻限定版 ISBN 978-4-7580-5831-5

  9. 2014年1月25日発売 ISBN 978-4-7580-5873-5
    - ドラマCD付9巻限定版 ISBN 978-4-7580-5874-2

  10. 2014年7月25日発売 ISBN 978-4-7580-5933-6
    - ドラマCD付10巻限定版 ISBN 978-4-7580-5934-3

  11. 2015年1月24日発売 ISBN 978-4-7580-5984-8
    - 11巻ドラマCD付特装版 ISBN 978-4-7580-5985-5

  12. 2015年7月25日発売 ISBN 978-4-7580-3070-0
    - 12巻ドラマCD付特装版 ISBN 978-4-7580-3071-7
- 『Are you Alice? アンソロジー』 一迅社〈ZERO-SUMコミックス〉
  1. 2011年1月25日発売 ISBN 978-4-7580-5583-3
- 『Are you Alice? コミックアンソロジー』 一迅社〈DNAメディアコミックス〉
  1. 2010年7月24日発売 ISBN 978-4-7580-0559-3
  2. 2010年7月24日発売 ISBN 978-4-7580-0574-6

#### 小説
- 著:諸口正巳 原作:二宮愛 『Are you Alice?』 一迅社〈一迅社文庫〉、全3巻
  1. 君が捲る世界 2010年7月17日発売 ISBN 978-4-7580-4172-0
    - 君が捲る世界 限定版 同日発売 ISBN 978-4-7580-4173-7

  2. 君に捧ぐ世界 2011年7月20日発売 ISBN 978-4-7580-4246-8
    - 君に捧ぐ世界 限定版 同日発売 ISBN 978-4-7580-4247-5

  3. 君と創る世界 2012年6月20日発売 ISBN 978-4-7580-4330-4
    - 君と創る世界 限定版 同日発売 ISBN 978-4-7580-4331-1

#### その他
- イラスト集 THE BIG SMOKE イラスト:田倉トヲル（2009年1月15日発売）

### ゲーム
- アイディアファクトリーからPlayStation Portable用ソフトが2011年4月7日に発売。ジャンルはダークファンタジーAVG。恋愛ADVではない。